# أحمد موسى (إعلامي)
أحمد موسى إعلامي مصري، يقدم حاليًا برنامج على على مسئوليتي على قناة صدى البلد المصرية. شارك أحمد موسى في تقديم برنامج القاهرة والناس على شبكة أوربت حيث أثار الجدل حين دعى لقتل الجزائريين بعدما انتشرت أخبار تفيد باعتداء جزائريين على مصريين في السودان في مكان مباراة بين منتخب مصر لكرة القدم ومنتخب الجزائر لكرة القدم في تصفيات كأس العالم 2010. كما كان يقدم سابقًا برنامج الشعب يريد على قناة التحرير. تعرض لانتقادات كبيرة لمواقفه المثيرة للجدل. في 23 أكتوبر من العام 2017 أوقف موسى عن العمل لفترة وجيزة بعد إذاعته تسجيلًا مفبركًا لأحد الناجين من هجوم طريق الواحات.

## الإيقاف
قامت نقابة الإعلاميين المصريين بإيقاف أحمد موسى مؤقتاً على خلفية ما جرى في إحدى حلقاته في برنامجه على مسؤوليتي. وتابع مجلس النقابة الحلقة التي أذيع فيها تسجيل صوتي قيل إنه لأحد الناجين من هجوم الواحات. واعتبرت النقابة أن ما جاء فيه من محتوى إعلامي في الحلقة يتنافى مع قانون نقابة الإعلاميين وبالتحديد المادة 69 منه، التي تتحدث عن التناول الإعلامي الذي يؤدي إلى الإخلال بالمصالح العليا للبلاد ومقتضيات الأمن القومي المصري، وأيضا ميثاق الشرف الإعلامي. واعتبرت النقابة أنه من واجبها التصدي لهذه المخالفة، وبالتالي قرر المجلس إيقاف أحمد موسى عن العمل لحين التحقيق معه، مع متابعة التصرف الجنائي في الواقعة أمام النيابة العامة. فيما بعد أعيد أحمد موسى إلى عمله.

## الجدل
أثار أحمد موسى العديد من الجدل والشائعات من بينها:
- قام موسى في أحد الحلقات بشن هجوم على الإعلامي محمد الغيطي، وذلك بعدما قام بإذاعة مكالمة مسربة سريه بينه وبين القيادي الأخواني عصام العريان، ويحاول فيها الغيطي أن يتقرب من القيادي الإخواني، مؤكداً على أن كل من يهاجمه يرغب في إبعاده عن الوسط الإعلامي بشكل نهائي، ولا يظهر مرة أخرى على قناة صدى البلد ويأخذ أحد منهم هذا المكان المهم، ولكن هذا لن يحدث أبداً لأنه يعرف جيداً كل ما يحدث حوله.[6]

- من المواقف المثيرة للجدل في حياة أحمد موسي أنهُ في عام 2015 وبالتحديد في شهر أكتوبر قام بنشر فيديو من أحد ألعاب الفيديو الشهيرة في البرنامج الخاص به علي قناة صدى البلد، وقال أن هذا الفيديو هو هجوم الجيش الروسي علي أحد التجمعات الخاصة بتنظيم داعش الإرهابي في سوريا، وهو الأمر الذي أثار ضجة كبيرة جداً داخل مصر وخارجها. وبالفعل قام عدد كبير من وكالات الأنباء العالمية بتداول هذا الفيديو الغريب جداً، مؤكدين علي أنه يعتبر فضيحة إعلامية بكل الأشكال، وقام أيضاً رواد مواقع التواصل الاجتماعي في مصر بتداول هذا الفيديو، وتم شن هجوم ناري على أحمد موسى لأنه لم يكن ينبغي له أن يقوم بنشر مثل هذا الفيديو.[6]
- وأيضًا من المواقف المُثيرة للجدل التي قام بها أحمد موسى من خلال برنامجه على مسؤوليتي على قناة صدى البلد أنه قام بنشر بعض الصور المخلة بالآداب، وتلك الصور خاصة بالمخرج المصري خالد يوسف وهو يجلس مع فتاتين، وقد تم تداول الفيديو الخاص بتلك الصور بشكل كبير جداً على جميع مواقع التواصل الاجتماعي والمواقع الإخبارية، وكان هناك بعض الأراء الرافضة لنشر مثل تلك النوعية من الأخبار. وشن عدد من رواد مواقع التواصل الاجتماعي هجوم على أحمد موسى بعد تلك الصور التي نشرها، لأن الكثير منهم اعتبرها تشهير بالمخرج، وتصفية بعض الحسابات الخاصة بينهم، وطلب موسى بعد نشره لتلك الصور من المخرج خالد يوسف أن يرد على تلك الصور ويكشف الحقيقة كاملة، لكي تكون هناك شفافية ووضوح مع الجماهير.[6]
- في الفترة الأخيرة كانت أزمة ارتفاع أسعار الدولار الأمريكي في مواجهة الجنية المصري من أهم القضايا التي شغلت المواطن المصري، وكانت جميع البرامج تتحدث عن تلك الأزمة، ومن بين تلك البرامج برنامج على مسؤوليتي الذي يقدمه أحمد موسى، الذي طلب من البنك المركزي أن يقوم بطباعة 100 مليون دولار ويتم ضخهم في السوق المصرية لإنهاء تلك الأزمة.[6]
- في آخر المواقف المُثيرة للجدل التي قال البعض أنها ربما تنهي ظهوره على الشاشات مرة أخرى، قام الإعلامي أحمد موسى بنشر تسريب لمكالمة سرية لأحد الضباط المشاركين في عملية الواحات، وهو الأمر الذي أثار ضجة كبيرة جداً، لأنه في تلك المكالمة تم كشف بعض المعلومات الخطيرة، وهو الأمر الذي أثار جدلًا كبيرًا.[6]
- عقد مقارنة بين أسعار المواد الأساسية في مصر واليابان، فقال إن الأسعار في اليابان مرتفعة جداً، مضيفاً «أن لتر البنزين في اليابان يصل إلى 15 دولار، وهو الأغلى في العالم». ودفع حديث المذيع المصري صفحة «اليابان بالعربي» على موقع تويتر لنشر سلسلة تغريدات صححت فيها المعلومات والأخطاء التي وردت في تقرير أحمد موسى بشأن أسعار الوقود والرواتب وتكاليف المعيشة. وتحت هاشتاغ «خرافات عن اليابان»، أكدت في تغريدة أن متوسط سعر لتر البنزين العادي في اليابان يبلغ نحو 138 يناً يابانياً أي ما يعادل 1.30 دولاراً أميركياً. كما أشارت الصفحة إلى أن متوسط الدخل في اليابان يصل إلى 56 ألف دولار سنوياً أي ما يعادل حوالي 390 ألف جنيه مصري.[7][8]